# عمارة عبود
عمارة عبود الدائرية أو عمارة الذكير، من المباني الأيقونية في بغداد، تقع عند مدخل الشورجة من جهة شارع الرشيد قرب جامع مرجان.
وتتميز بتصميمها الحديث في عصرها وشكلها الدائري.

## التسمية
سميت عمارة عبود بهذا الاسم نسبة الى التاجر المسيحي لطيف عبود مالك شركة عبود طبارة للسجائر وهو المالك الأول للعمارة ثم عرفت لاحقاً بعمارة الذكير بعد أن تملكها التاجر البصري عبدالعزيز الذكير.

## تاريخ
بنيت العمارة على يد المهندس عبدالله احسان كامل أستاذ الهندسة بجامعة بغداد وبمشاركة الفنان والمعماري رفعت الجادرجي عام 1955 م، لصالح لطيف عبود وبعد وفاته انتقلت ملكيتها الى ابنته الوحيدة أدفيش عبود، ثم اشتراها هاشم أحمد البهلهاني في الستينات. وبعد وصول حزب البعث إلى السلطة صودرت العمارة لأسباب سياسية وبيعت الى التاجر يوسف سعد ثم انتقلت ملكيتها الى عبدالعزيز الذكير وهي ملك لورثته في الوقت الحاضر.
تفيد سجلات الدفاع المدني بأن العمارة تعرضت الى ستة حرائق منذ بناءها في السنوات 1985 و1989 و1996 و حريقين في سنة 2005.

## معمارية المبنى
تتكون البناية من اسطوانة ترتكز على قاعة مكعبة، يوجد في الشكل الاسطواني أربعة طوابق في كل طابق أربعة شقق متساوية المساحات.

## معرض الصور

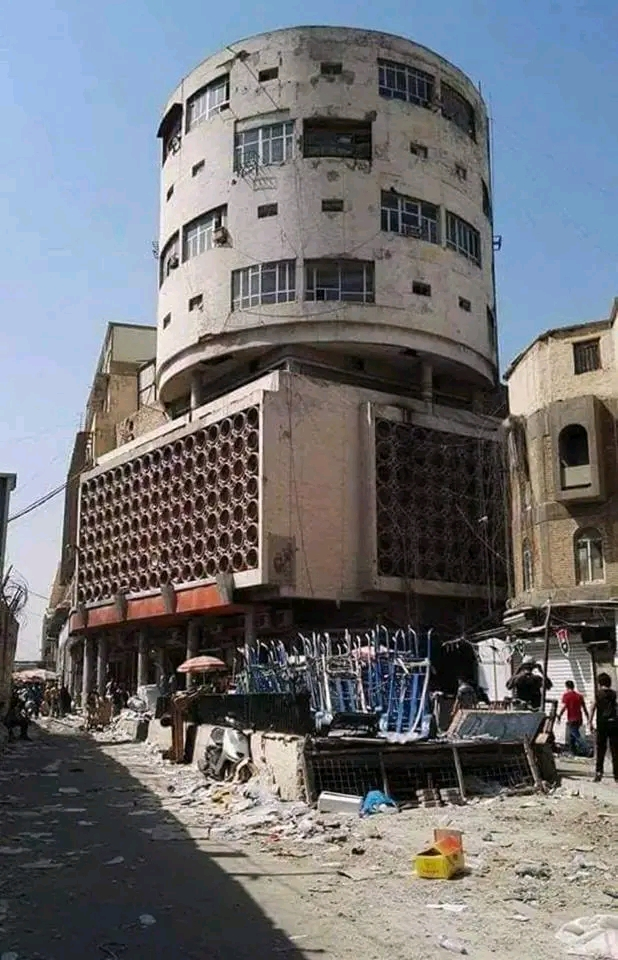

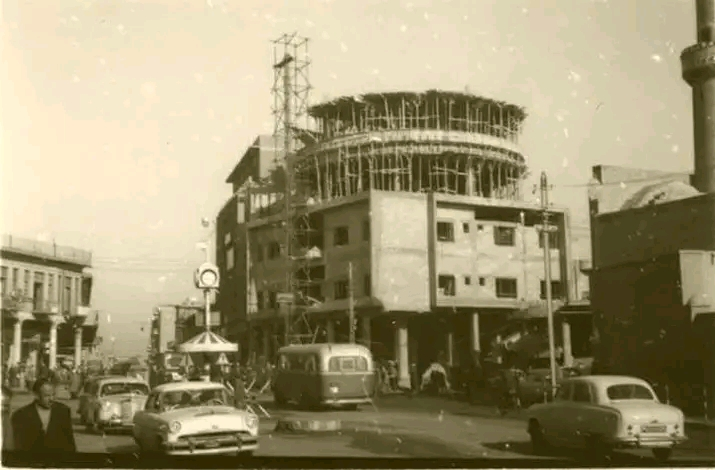

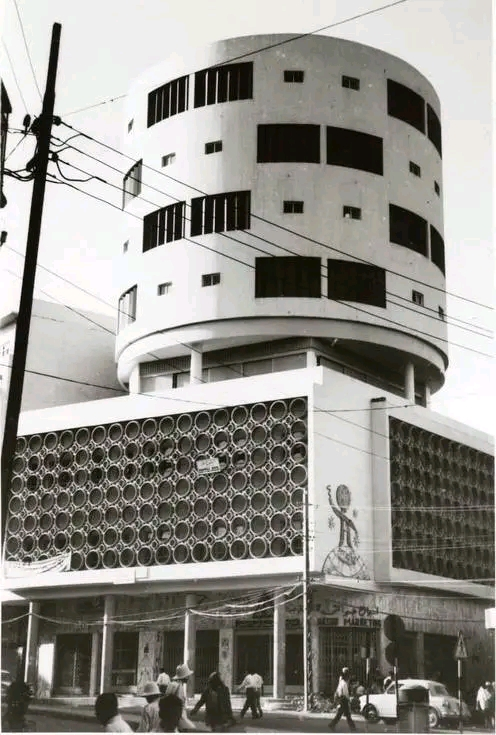